# Ниббиола
Ниббиола (итал. Nibbiola, пьем. Nibiola) — коммуна в Италии, располагается в регионе Пьемонт, в провинции Новара.
Население составляет 768 человек (2008 г.), плотность населения составляет 70 чел./км². Занимает площадь 11 км². Почтовый индекс — 28070. Телефонный код — 0321.
Покровительницей коммуны почитается святая Екатерина Александрийская, празднование 25 ноября.

## Демография
Динамика населения:

## Администрация коммуны
- Официальный сайт: http://www.comune.nibbiola.no.it Архивная копия от 29 мая 2017 на Wayback Machine